# Maldonado (stad)
Maldonado ligt in het zuiden van Uruguay en is de hoofdstad van het gelijknamige departement Maldonado. De stad telt 54.603 inwoners, waardoor het tot de tien grootste steden van het land gerekend mag worden.
Toch moet Maldonado vaak onderdoen voor haar kleine zusje Punta del Este, hét vakantieoord van Uruguay, dat slechts op vier kilometer van Maldonado ligt. Maar net daardoor wist Maldonado te overleven. Veel toeristen die graag eens naar Punta del Este gaan, maar het zich niet kunnen veroorloven daar te verblijven, gaan graag vier kilometer verder logeren. Door die toeristen is ook het strand van Maldonado, Portezuelo genaamd, populair geworden.
Verder geniet de stad van veel doorstroom van personen, wat de economie vooral naar de opportunistische zijde heeft doen ontwikkelen.
Sinds 1966 is de stad de zetel van een rooms-katholiek bisdom.

## Sport
Maldonado is de thuisbasis van voetbalclub Deportivo Maldonado (1928), dat sinds 2004 in de Secunda División speelt. De club speelt zijn thuiswedstrijden in het Estadio Domingo Burgueño, dat plaats biedt aan 22.000 toeschouwers en fungeerde als een van de speelstadions tijdens de strijd om de Copa América 1995.

## Geboren
- Martín Campaña (1989), voetballer (doelman)
- Gonzalo Bueno (1993), voetballer